# Costică Ștefănescu

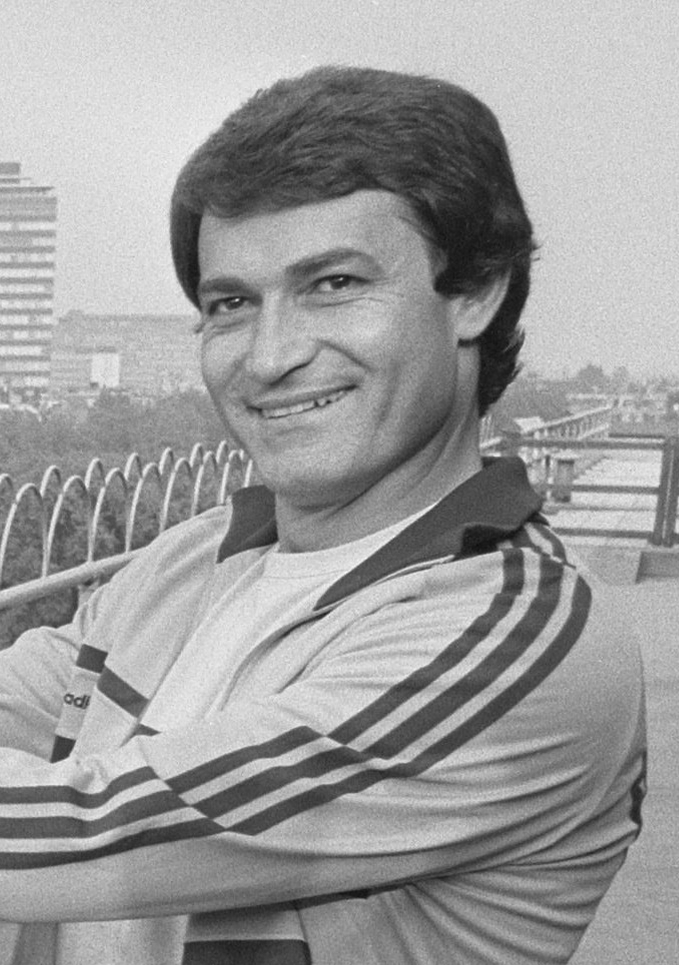
Costică Ștefănescu, 1984

Costică Ștefănescu (Boekarest, 26 maart 1951 – aldaar, 20 augustus 2013) was een Roemeens voetballer en voetbaltrainer.

## Carrière
Ștefănescu was libero en speelde van 1977 tot en met 1985 66 interlands voor Roemenië en scoorde niet. Hij was actief tijdens het Europees kampioenschap voetbal 1984 in Frankrijk.
Hij begon zijn loopbaan in 1968 bij Steaua Boekarest en speelde 77 duels met 9 goals en ging vanaf 1973 spelen bij Universitatea Craiova. Daar speelde hij tot aan 1986 378 wedstrijden en maakte 10 doelpunten. Vervolgens sloot hij zijn spelersloopbaan af bij FC Brașov met 35 wedstrijden als speler en werd daar speler-coach. Hij werd drie keer landskampioen.
Hij was daarna voetbalcoach bij vele clubs van 1986 tot aan zijn dood in 2013. Hij was in de periode 1994-1998 assistent-bondscoach van zijn vaderland. In het buitenland was hij onder andere werkzaam bij Al-Wakrah SC in Saoedi-Arabië en Hapoël Tzafririm Holon uit Israël. Verder was hij werkzaam in Syrië waar hij de Beker won, Qatar, Koeweit en Saoedi-Arabië. Zijn laatste club was Al-Shamal.

## Overlijden
Op 20 augustus 2013 werd hij van de vijfde verdieping van het ziekenhuis in Boekarest gegooid, of hij is zelf gesprongen. De geruchten zijn dat hij tot zelfmoord overging omdat hij ongeneeslijk ziek was. Hij werd 62 jaar.

## Erelijst
Als speler
 Steaua Boekarest
- Cupa României (2): 1969/70, 1970/71

 Universitatea Craiova
- Divizia A (3): 1973/74, 1979/80, 1980/81
- Cupa României (4): 1976/77, 1977/78, 1980/81, 1982/83

Individueel als speler
- Ballon d'Or: 1983 (23e plaats)

Als trainer
 Al-Wakrah
- Qatar Sheikh Jassem Cup (1): 1991

 Al-Jaish
- Beker van Syrië (1): 2004
- AFC Cup (1): 2004